# Бёрнер, Карл
Карл Ю́лиус Бе́рнхард Бёрнер (нем. Carl Julius Bernhard Börner, 28 мая 1880, Бремен — 14 июня 1953, Наумбург) — немецкий ботаник и зоолог (энтомолог), лесовод, фермер и винодел.

## Биография
Родился 28 мая 1880 года в Бремене.
Он изучал биологию в Марбурге (Гессен).
С 1903 года был ассистентом в Имперском биологическом институте в Берлине.
C 1907 года он в качестве руководителя виноградника с 1907 года он посвятил себя исследованиям в области биологии и борьбы с виноградной филлоксерой, и продолжил выращивать устойчивый к ней материал даже после переноса виноградника в Наумбург.
Большую известность принесли ему описания новых таксонов Ногохвосток (Collembola). Его коллекции коллембол находятся в Музее естественной истории в Лондоне и Немецком энтомологическом институте в Мюнхеберге.
Он также описал вида 43 растений.
Скончался 14 июня 1953 года в Наумбурге.

## Научная деятельность
Карл Бёрнер специализировался на папоротниковидных и семенных растениях.